# Stefan Schmid (atleet)
Stefan Schmid (Würzburg, 6 april 1970) is een voormalige Duitse meerkamper, die zich vooral richtte op het outdoorseizoen en dus de tienkamp. Hij heeft twee keer een zevende plaats behaald bij de wereldkampioenschappen en een negende plaats bij de Olympische Spelen van 2000. Schmid heeft op de tienkamp een persoonlijk record van 8485 punten staan. Vier andere Duitse tienkampers hebben ooit meer punten behaald.

## Biografie
Schmid volbracht zijn eerste seniorentienkamp in 1990, op zijn twintigste, waar hij 7507 punten behaalde. Al het jaar daarna deed Schmid op nationaal topniveau mee, hij werd derde bij het Duits kampioenschap voor de tienkamp. Ook deed hij dat jaar voor het eerst mee met een internationaal kampioenschap, de 16e Universiade in Sheffield. Hij werd daar vierde.
In 1992 kwam Schmid voor het eerst boven de 8000 punten uit, hij behaalde bij de Hypomeeting in Götzis namelijk 8012 punten. Ook werd hij dat jaar Duits kampioen meerkamp. Door deze successen werd Schmid het daaropvolgende jaar twee keer uitgekozen om deel te nemen in het Duitse team. Een keer voor een interland tegen de Verenigde Staten, waar hij 8061 punten behaalde en een keer voor de Europa Cup Meerkamp (een Europese meerkampwedstrijd voor landenteams) waar Duitsland in de Super League zat. Bij de Europa Cup werd Schmid op individuele basis zesde, het Duitse team werd tweede. In 1994 verbeterde Schmidt zijn persoonlijk record tot 8201 punten, wat hem een kwalificatie opleverde voor de Europese kampioenschappen in Helsinki. Bij die EK eindigde hij met een puntenaantal van 8109 als vijfde.
In 1995 en het grootste deel van 1996 hield Schmid een lange pauze. Na bijna twee jaar deed hij in september weer een wedstrijd. Ook deed hij dat jaar nog mee aan het Duits kampioenschap, waar hij als eerste eindigde. Later werd bekend dat hij de verboden pijnstiller Dextropropoxyfeen had gebruikt. De IAAF besloot het jaar erna dat hij bij dat nationaal kampioenschap en alle wedstrijden waarin hij de drie maanden daarna aan deelnam, uit de uitslagen moest worden geschrapt. De nummer twee van het Duits kampioenschap, Michael Kohnle werd daardoor Duits kampioen. In datzelfde jaar kwalificeerde hij zich bij de Mehrkampf-Meeting Ratingen nog wel voor het WK Atletiek van 1997. Hij werd op dit WK met een puntenaantal van 8360 de tweede Duitser, en zevende in totaal.
Het volgende jaar kon Schmid niet de wedstrijd voltooien die als kwalificatie gold voor de EK van 1998, maar de Duitse atletiekbond besloot hem toch naar het EK af te vaardigen. Hij werd bij die EK uiteindelijk veertiende met 8011 punten. In 1999 deed Schmid weer mee met het Duits kampioenschap meerkamp. Hij bereikte daar een tweede plaats. In 2000 verbeterde Schmid zijn toen drie jaar oude persoonlijk record tot 8445 punten bij de Hypomeeting. Later in het jaar, bij de kwalificatiewedstrijd voor de Olympische Spelen verscherpte hij zijn PR nog wat tot 8485 punten, genoeg voor een kwalificatie voor de Olympische Spelen van Sydney. Hij behaalde daar met 8206 punten een negende plaats. Bij de WK van Edmonton, een jaar later, behaalde hij 8307 punten, goed voor een zevende plaats.
2002 was Schmids laatste seizoen als internationaal atleet. Hij was dat jaar afgevaardigd bij de Europa Cup Meerkamp voor het Duitse team. Hij werd daar derde op individuele basis. Zijn team won de Europa Cup. Na die wedstrijd hield Schmid een lange pauze, om in 2004 mee te doen met het Duits kampioenschap, waar hij vierde werd. Ook voert Stefan Schmid sinds vele jaren een fitnessstudio in Karlstadt.

## Titels
- Duits kampioen tienkamp - 1992
- Duits kampioen tienkamp - 1996 (ongeldig)

## Statistieken

### Persoonlijke records
Outdoor
| Onderdeel            | Prestatie | Datum             | Plaats       |
| -------------------- | --------- | ----------------- | ------------ |
| 100 m                | 10,69 s*  | 1 januari 2000    | München      |
| 400 m                | 47,44 s   | 28 mei 1994       | Götzis       |
| 1.500 m              | 4.26,51   | 13 augustus 1994  | Helsinki     |
| 110 m horden         | 13,93 s   | 1 september 1996  | Hülsbeck     |
| hoogspringen         | 2,06 m    | 31 augustus 1996  | Vaterstetten |
| polsstokhoogspringen | 5,10 m    | 7 augustus 2001   | Edmonton     |
| verspringen          | 7,83 m    | 10 september 1994 | Talence      |
| kogelstoten          | 14,73 m   | 19 augustus 1998  | Boedapest    |
| discuswerpen         | 45,64 m   | 29 mei 1994       | Götzis       |
| speerwerpen          | 71,68 m   | 11 september 1994 | Talence      |
| tienkamp             | 8485 p    | 23 juli 2000      | Ratingen     |

* Schmid liep in 1990 in Salzgitter 10,67 s met een te harde rugwind van 3,2 m/s
Indoor
| Onderdeel | Prestatie | Datum           | Plaats |
| --------- | --------- | --------------- | ------ |
| zevenkamp | 6058 p    | 2 februari 1997 | Fürth  |

### Opbouw PR meerkamp en potentie op basis van PR's
In de tabel staat de uitsplitsing van het persoonlijk record op de tienkamp. In de kolommen ernaast staat ook het potentieel record, met alle persoonlijke records op de losse onderdelen en de bijbehorende punten.
|              | Uitsplitsing PR | Uitsplitsing PR | Uitsplitsing PR |              | Potentieel record | Potentieel record |
| Onderdeel    | Prestatie       | Wind (m/s)      | Punten          | Pers. record | Punten            |                   |
| ------------ | --------------- | --------------- | --------------- | ------------ | ----------------- | ----------------- |
| 100 m        | 10,82           | +0,0            | 901             | 10,69        | 931               |                   |
| verspringen  | 7,59            | -0,6            | 957             | 7,83         | 1017              |                   |
| kogelstoten  | 14,14           |                 | 737             | 14,73        | 773               |                   |
| hoogspringen | 2,01            |                 | 813             | 2,06         | 859               |                   |
| 400 m        | 48,99           |                 | 862             | 47,44        | 936               |                   |
| 110m horden  | 14,20           | -1,6            | 949             | 13,93        | 984               |                   |
| discuswerpen | 44,24           |                 | 751             | 45,64        | 780               |                   |
| polshoog     | 5,06            |                 | 929             | 5,10         | 941               |                   |
| speerwerpen  | 67,63           |                 | 853             | 71,68        | 915               |                   |
| 1500 m       | 4.31,76         |                 | 733             | 4.26,51      | 768               |                   |
| Puntentotaal |                 |                 | 8485            |              | 8904              |                   |

### Prestatieontwikkeling
| Jaar | Tienkamp |
| ---- | -------- |
| 1990 | 7532 p   |
| 1991 | 7866 p   |
| 1992 | 8012 p   |
| 1993 | 8061 p   |
| 1994 | 8309 p   |
| 1995 |          |
| 1996 |          |
| 1997 | 8360 p   |
| 1998 | 8011 p   |
| 1999 | 7981 p   |
| 2000 | 8485 p   |
| 2001 | 8307 p   |
| 2002 | 7825 p   |
| 2003 |          |
| 2004 | 7855 p   |

## Palmares

### tienkamp
- 1991:  Duitse kamp. - 7819 p
- 1991: 4e Universiade - 7626 p
- 1992: 11e Hypomeeting in Götzis - 8012 p
- 1992:  Duitse kamp. - 7992 p
- 1993: 4e Duitse kamp.
- 1993: 6e Europa Cup (Super League) - 7982 p
- 1994:  Hypomeeting - 8201 p
- 1994: 5e EK - 8109 p
- 1994: 6e Talence Meeting - 8309 p
- 1997: 7e WK - 8360 p
- 1998: 14e EK - 8011 p
- 1999:  Duites kamp. - 7981 p
- 2000: 8e Hypomeeting - 8445 p
- 2000:  Mehrkampf-Meeting Ratingen - 8485 p
- 2000: 9e OS - 8206 p
- 2001:  Mehrkampf-Meeting Ratingen - 8287 p
- 2001: 7e WK - 8307 p
- 2002:  Europa Cup (Super League) - 7825 p
- 2004: 4e Duitse kamp. - 7855 p

- Gemeinsame Normdatei: 122548590
- World Athletics: 14194054
- SNAC: w6gj3359
- Virtual International Authority File: 13193461